# Saint-Hilaire-du-Bois (Vendée)
Pour les articles homonymes, voir Saint-Hilaire-du-Bois.
Saint-Hilaire-du-Bois est une ancienne commune française située dans le département de la Vendée et la région Pays de la Loire. Elle est associée à la commune de La Caillère depuis 1975.

## Toponymie
Au cours de la Révolution française, cette commune porte le nom de La Courageuse.
En poitevin : Sént-Ilaere-dau-Boes.

## Histoire
Le 1er janvier 1975, la commune de Saint-Hilaire-du-Bois est rattachée sous le régime de la fusion-association à celle de La Caillère qui devient La Caillère-Saint-Hilaire.

## Administration
| Période                                  | Période | Identité               | Étiquette | Qualité                                       |
| ---------------------------------------- | ------- | ---------------------- | --------- | --------------------------------------------- |
| Les données manquantes sont à compléter. |         |                        |           |                                               |
| 1914                                     | 1955    | Raoul Macé de Gastines |           | Châtelain de La Sicaudière Décédé en fonction |

| Période                                  | Période  | Identité              | Étiquette | Qualité  |
| ---------------------------------------- | -------- | --------------------- | --------- | -------- |
| 2008                                     | 2020     | Philippe de Beausse   | DVG       | Retraité |
| 2020                                     | En cours | Aurélie Amory Billaud |           |          |
| Les données manquantes sont à compléter. |          |                       |           |          |

## Démographie
| 1793 | 1800 | 1806 | 1821 | 1831 | 1836 | 1841 | 1846  | 1851 |
| ---- | ---- | ---- | ---- | ---- | ---- | ---- | ----- | ---- |
| 800  | 802  | 635  | 970  | 927  | 928  | 975  | 1 020 | 941  |

| 1911 | 1921 | 1926 | 1931 | 1936 | 1946 | 1954 | 1962 | 1968 |
| ---- | ---- | ---- | ---- | ---- | ---- | ---- | ---- | ---- |
| 730  | 622  | 612  | 635  | 602  | 600  | 591  | 565  | 518  |

## Lieux et monuments
- Château de la Salière
- Château de La Sicaudière
- Église Saint-Hilaire
- Manoir de la Rhée ou la Ray, construit entre le XVIe et le XVIIe siècle, partiellement inscrit MH[4]